# Comisión de Ética de Texas

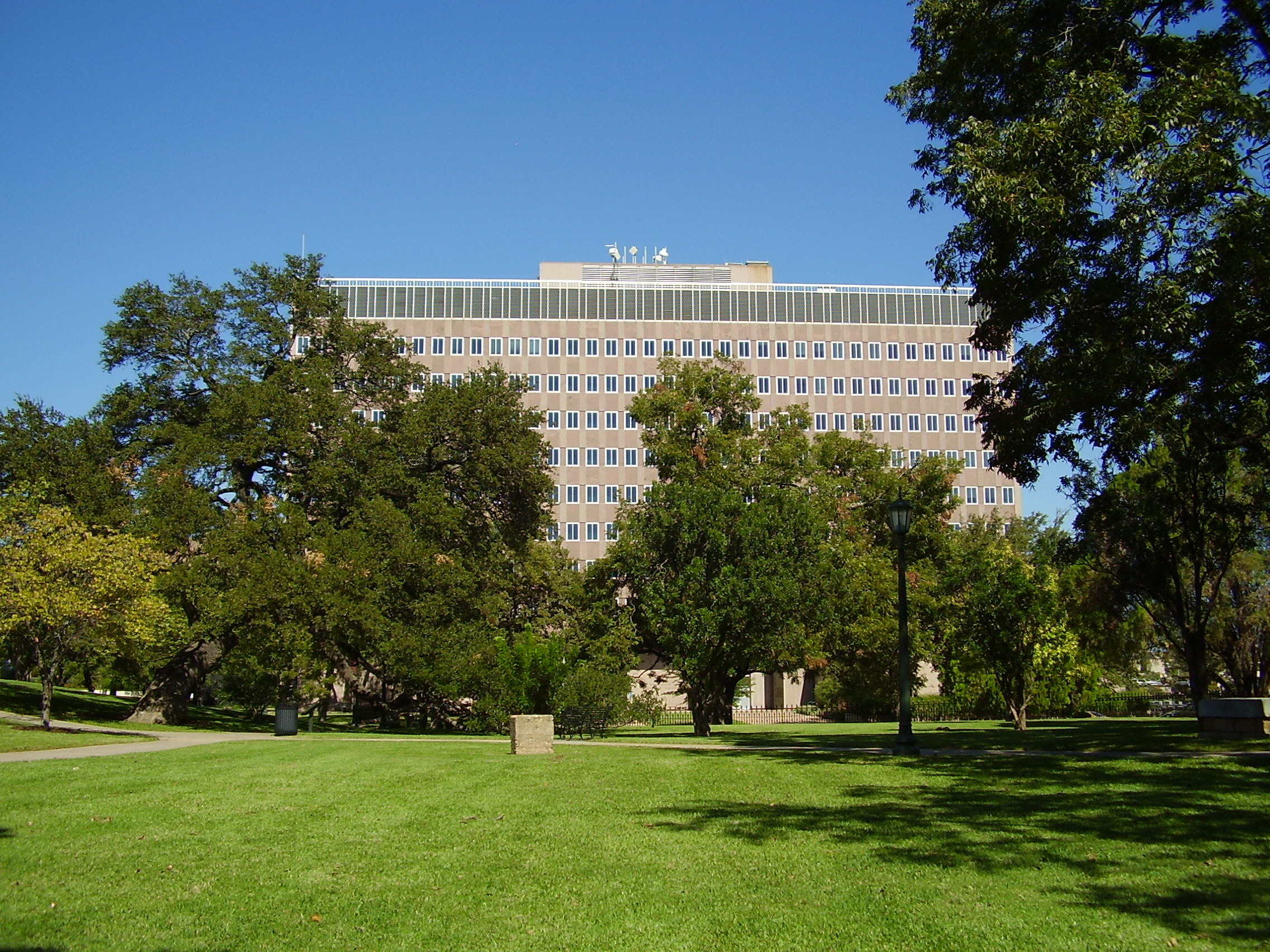
El Sam Houston State Office Building tiene la sede de la comisión

La Comisión de Ética de Texas (Texas Ethics Commission, TEC) es una agencia del gobierno de Texas. Tiene su sede en el Sam Houston State Office Building en Downtown Austin. La comisión promueve prácticas éticas en el gobierno de estado.